# Schlafeffizienz
Als Schlafeffizienz wird der prozentuale Anteil der Schlafdauer an der für den Schlaf vorgesehenen Zeit bezeichnet. Sie ist eine der zentralen Angaben bei der Beurteilung von Schlafstörungen (Insomnien) bei der Untersuchung im Schlaflabor und wird auf modifizierte Art auch im Rahmen der „Schlafrestriktion“, einem verhaltenstherapeutischen Ansatz bei der Behandlung bestimmter Insomnien, verwendet.

## Messung im Schlaflabor
Bei der schlafmedizinischen Untersuchung im Schlaflabor wird die Schlafeffizienz im Rahmen der Polysomnographie ermittelt. Sie gibt den Anteil von Epochen mit Schlaf (Schlafdauer, englisch total sleep time) während der Dauer der Messung (englisch total recording time) an.
Die Schlafeffizienz allein reicht für die Diagnose einer Insomnie oder einer anderen Schlafstörung nicht aus. Allerdings spielt sie für die subjektive Qualitätsbeurteilung eine große Rolle und bei dieser persönlichen Einschätzung kann es eine starke Diskrepanz zur gemessenen Schlafeffizienz geben. Eine Schlafeffizienz von 90 % oder mehr wird als zufriedenstellend wahrgenommen. Ab einer Schlafeffizienz unter 80 – 85 % beginnt schlechter Schlaf. Durch die Diskrepanz tendieren Menschen mit Schlafstörungen dazu ihren Schlaf schlechter einzuschätzen als er eigentlich ist, was wiederum der Schlafqualität abträglich sein kann. Eine Studie aus dem Jahre 1993 ergab als Schlafeffizienz normaler Schläfer einen Wert von 95,7 ± 3,1 %.

## Schlafeffizienz nach Schlafprotokoll
Zur Behandlung von bestimmten Insomnien kommt als Verfahren die Schlafrestriktion zum Einsatz. Hier muss der Patient die Schlafeffizienz über einen gewissen Zeitraum aus Selbstaufschreibungen bestimmen und die Bettzeiten für den nachfolgenden Zeitraum entsprechend den Vorgaben ausrichten.
In diesen Fällen wird die Schlafeffizienz über ein selbstgeführtes Schlaftagebuch wie folgt berechnet:
{\displaystyle {\text{Schlafeffizienz}}={\frac {\text{Schlafdauer}}{\text{Bettzeit}}}\cdot 100}